# Кочијаш (сазвежђе)
Кочијаш (лат. Auriga) је једно од 88 савремених и 48 оригиналних Птоломејевих сазвежђа. Према грчкој митологији, представља Хефеста — бога ватре и изумитеља кочија; или Миртила — сина бога Хермеса и кочијаша краља Еномаја.

## Звезде
Капела (на латинском козица) је 6. најсјајнија звезда на небу а 3. најсјајнија на северној хемисфери, магнитуде 0,08. Капела је заправо систем од 4 звезде организоване у два пара. Један пар чине 2 џина  класе, а други пар су црвени патуљци.
Бета Кочијаша (Менкалинан, „раме кочијаша“) је систем који чине три звезде — два бела субџина А класе и црвени патуљак. Магнитуда бете Кочијаша је 1,9.
Тета Кочијаша је бинарни систем магнитуде 2,62 у коме је примарна компонента патуљак А класе са главног низа ХР дијаграма а пратилац жути патуљак G класе такође са главног низа. Овај систем има оптичког пратиоца 11. магнитуде.
Јота Кочијаша (Ал Каб или Кабдилинан, „чланак кочијаша“) је светли наранџасти џин К класе, око 512 светлосних година удаљен од Сунца.

## Објекти дубоког неба
У Кочијашу се налазе 3 Месјеова објекта (расејана звездана јата М36, М37 и М38) и две емисионе маглине (IC 405 и IC 410).